# Рейх, Филипп Эразм
Филипп Эразм Рейх (нем. Philipp Erasmus Reich; 1 декабря 1717, Лаубах — 3 декабря 1787, Лейпциг) — германский издатель и книгопродавец.

## Биография
Филипп Эразм Рейх родился в семье врача и аптекаря. С 1732 по 1744 год был учеником книготорговца Вейдемана во Франкфурте-на-Майне. Успешно завершив ученичество, в 1744 году переехал на постоянное жительство в Лейпциг, став сотрудником местного отделения фирмы, а в 1762 году сделался компаньоном фирмы Вейдемана, получившей название Weidmanns Erben u. Reich. В 1764 году основал Лейпцигскую книжную ярмарку, заменившую собой Франкфуртскую, в 1765 году основал на лейпцигской пасхальной ярмарке новый союз книгопродавцев и возглавил его.
Предпринимал издания как немецких, так и иностранных (в первую очередь) британских писателей. Считается главным реформатором германской книжной торговли в XVIII веке: в 1760 году ввёл так называемый чистый способ оплаты (согласно которому все расчёты с издателями должны были оплачиваться только наличными), выступал в печати (анонимно) против перепечаток и в пользу признания за авторами права литературной собственности, при этом с 1774 года активно боролся с нелегальными издательствами.